# Гейнс, Роуди
Роуди Гейнс (англ. Ambrose «Rowdy» Gaines IV; род. 17 февраля 1959, Уинтер-Хейвен, Флорида) — американский пловец, чемпион и призёр Панамериканских игр и чемпионатов мира, чемпион летних Олимпийских игр 1984 года в Лос-Анджелесе, рекордсмен мира.

## Биография
Гейнс прошёл отбор на летние Олимпийские игры 1980 года в Москве, но из-за бойкота этих Игр США не смог в них участвовать.
На летней Олимпиаде 1984 года в Лос-Анджелесе Гейнс выступал в плавании на 100 метров вольным стилем, эстафете 4×100 метров вольным стилем и комбинированной эстафете 4×100 метров. Во всех трёх видах он стал олимпийским чемпионом. В первом виде с результатом 49,80 с он победил ставшего вторым австралийца Марка Стоквелла (50,24 с) и шведа Пера Юханссона (50,31 с). В эстафете 4×100 метров вольным стилем команда США (3:19,03 с) победила австралийцев (3:19,68 с) и шведов (3:22,69 с). В комбинированной эстафете американцы (3:39,30 с) победили команды Канады (3:43,23 с) и Австралии (3:43,25 с).
После Олимпиады Гейнс начал работать на телевидении комментатором соревнований по плаванию. В 1991 году он тяжело заболел и был госпитализирован на два месяца. Используя для терапии плавание он полностью восстановился и фактически прошёл отбор на летние Олимпийские игры 1996 года в Атланте, но решил не участвовать в них. Гейнс введён в Зал олимпийской славы США, Зал спортивной славы Алабамы и Зал спортивной славы Флориды.

## Рекорды

### 100 м в/с
- 49.36 (3 апреля 1981 года; Остин, США);

### 200 м в/с
- 1:49,16 (11 апреля 1980 года; Остин, США);
- 1:48,93 (19 июля 1982 года; США);

### 4×100 м в/с
- 3:19,74 (22 августа 1978 года; Западный Берлин, ФРГ);
- 3:19,26 (5 августа 1982 года; Гуаякиль, Эквадор);
- 3:19,03 (2 августа 1984 года; Лос-Анджелес, США);

### 4×200 м в/с
- 7:20,82 (24 августа 1978 года; Западный Берлин, ФРГ);

### Комбинированная эстафета 4×100 м
- 3:40,84 (7 августа 1982 года; Гуаякиль, Эквадор);
- 3:40,42 (22 августа 1983 года; Каракас, Венесуэла);
- 3:39,30 (4 августа 1984 года; Лос-Анджелес, США);